# Патријарх александријски Петар III
Патријарх Петар III Александријски познат и као Петар Монгос (од грчког μογγός / монгос, „замуцкивач“) био је патријарх Коптске оријентално-православне цркве у Александрији.

## Биографија
Након Четвртог васељенског сабора, Петар Монгос је био ватрени присталица монофизитизма и свргнутог патријарха Диоскора Александријског. Био је саборац монофизитског ђакона Тимотиеја Аелура, а након убиства халкидонског патријарха Протерија Александријског 457. године, када је Тимотеј приграбио патријаршијски трон, Петар Монгос је заједно са њим учествовао у прогону халкидонаца.
Тимотеј је 460. године био протеран, а потом враћен 475. године и преминуо је 477.. године, а његови следбеници су тада изабрали су Петра Монгоса за новог монофизитског патријарха у Александрији. Међутим, византијски цар Зенон је на патријаршијски трон вратио халкидонца Тимотеја III, након чега је Петар Монгос био осуђен смрт, али се спасао бекством.
Скривао се све до 482. године. У претходној години, Јован I је наследио Тимотеја III као патријарх. Међутим, пошто је Јован одбио да потпише хенотикон цара Зенона, цар га је избацио и признао Петра Монгоса као легитимног патријарха под условом да потпише хенотикон. Петар Монгос је тада постао главна личност међу монофизитима. Одржао је синод ради осуде Халкидонског сабора и оскрнавио је гробове два халкидонска претходника Протерија и Тимотеја III.

## Дела
Верује се да је написао много књига, од којих, међутим ништа није остало. Лажна преписка између њега и Акакиуса (на коптском) је доказана да је превара од стране Амелинеа у делу „Memoires publiés par les membres de la mission archéologique française au Caire“, IV (Париз, 1888), 196–228.